# Маргеріт Беклар д'Аркур
Маргеріт Беклард д'Аркур (24 лютого 1884 — 2 серпня 1964) — французький композитор і етномузиколог. Вона народилася в Парижі і вивчала композицію в Schola Cantorum у Абеля Деко, Вінсента д'Інді та Моріса Еммануеля.
Маргеріт Беклард вийшла заміж за етнолога Рауля д'Аркура, і разом вони продовжили дослідження народної музики, зокрема традицій Південної Америки та Канади. Їхня спільна праця доповнила її попередні дослідження, розширивши розуміння музичних звичаїв різних культур Північної та Південної Америки. Вона також збирала і видавала народні мелодії з Еквадору, Перу, Болівії та інших країн у стандартній європейській нотній формі. Померла в Парижі.

## Праці
Серед вибраних робіт:
- П'ятдесят популярних індійських мелодій, 1923
- Реймі, або Свято сонця, балет, 1926
- 3 сонети епохи Відродження, 1930
- Струнний квартет, 1930
- Три симфонічні частини, 1932
- Діти в ручці, мелодії, 1934–1935
- Двадцять чотири народні пісні старого Квебеку, 1936
- Соната третя, 1938
- Dierdane, лірична драма, 1937–1941
- Сонатина для флейти та фортепіано, 1946
- Пори року, 2-га симфонія, 1951–1952

Твори з Раулем д'Аркуртом включають:
- Музика інків та її залишки, Париж, П. Гетнер, 1925
- Французькі народні пісні Канади: їхня музична мова, Париж, PUF, 1956